# Besednice
Městys Besednice se nachází v okrese Český Krumlov, kraj Jihočeský. Obcí prochází silnice II/157 vedoucí z Českého Krumlova do Borovan. Žije zde 838 obyvatel.

## Historie
První písemná zmínka o Besednici pochází z roku 1395, kdy patřila českokrumlovskému kostelu svatého Víta. Jiné zdroje uvádějí, že je uváděna již v roce 1387; tehdy ji Jan z Michalovic prodal Rožmberkům. Do zrušení poddanství pak Besednice patřila čekokrumlovské prelatuře. Dne 24. května 1910 byl Besednici přiznán titul městečko; v letech 1939 až 2006 pak tento titul nebyl používán. Od 10. října 2006 byl obci přiznán status městyse.

## Obyvatelstvo
| Rok            | 1869 | 1880 | 1890  | 1900  | 1910  | 1921  | 1930 | 1950 | 1961 | 1970 | 1980 | 1991 | 2001 | 2011 | 2021 |
| -------------- | ---- | ---- | ----- | ----- | ----- | ----- | ---- | ---- | ---- | ---- | ---- | ---- | ---- | ---- | ---- |
| Počet obyvatel | 876  | 934  | 1 028 | 1 069 | 1 110 | 1 069 | 898  | 761  | 818  | 776  | 814  | 770  | 802  | 831  | 813  |
| Počet domů     | 147  | 171  | 174   | 179   | 191   | 197   | 225  | 243  | 226  | 219  | 224  | 261  | 286  | 313  | 328  |

## Přírodní poměry
Část městečka východně od silnice II/157 leží na území přírodního parku Soběnovská vrchovina. Jeho součástí je také přírodní památka Besednické vltavíny na okraji města. Na území obce je rovněž vrchol Velký Kámen (753,4 m).

## Obecní správa a politika
V letech 2010–2014 byl starostou Petr Trajer, v letech 2014–2018 funkci vykonával Jaroslav Klein. Od roku 2019 je starostkou Alena Koukolová.
Znak a vlajka byly městysu uděleny rozhodnutím předsedy Poslanecké sněmovny Parlamentu České republiky dne 28. listopadu 2000.

## Pamětihodnosti
- Kostel svatého Prokopa na návrší je prostá barokní jednolodní stavba s věží z roku 1738. Loď má plochý strop, prostor pod věží je zaklenut plackou. Kostel byl upraven roku 1875, z téže doby je i zařízení.
- Barokní výklenková kaple svatého Jana Nepomuckého na návsi z 19. století.
- Boží muka ze 16. století u silnice do Trhových Svinů.
- Mohylník, archeologické naleziště
- Sýkorův hamr asi 2 km severovýchodně od obce
- Fara
- Rozhledna Slabošovka asi 1 km západně od náměstí
- přírodní útvar Kamenné mísy

## Galerie

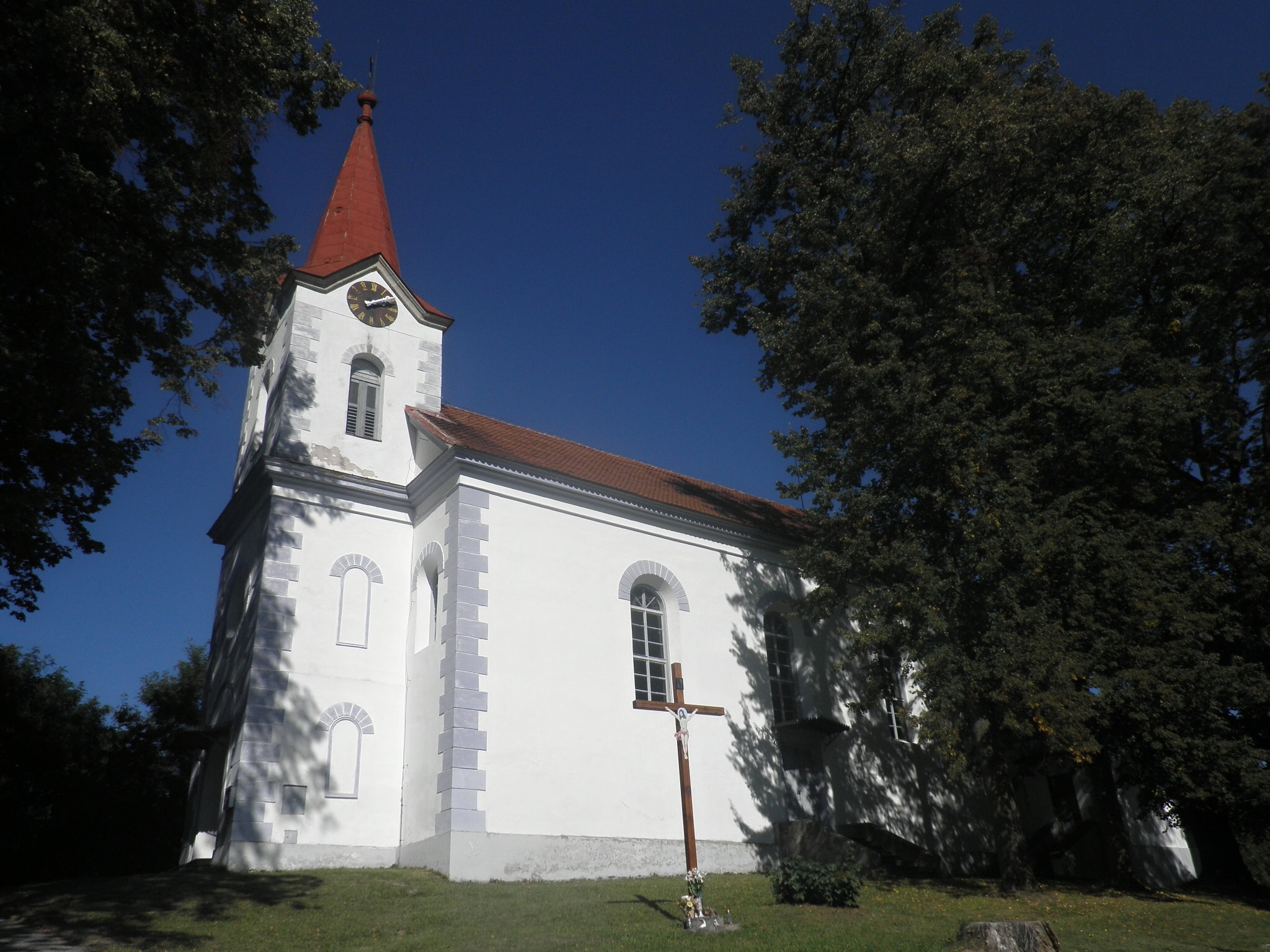
Kostel sv. Prokopa
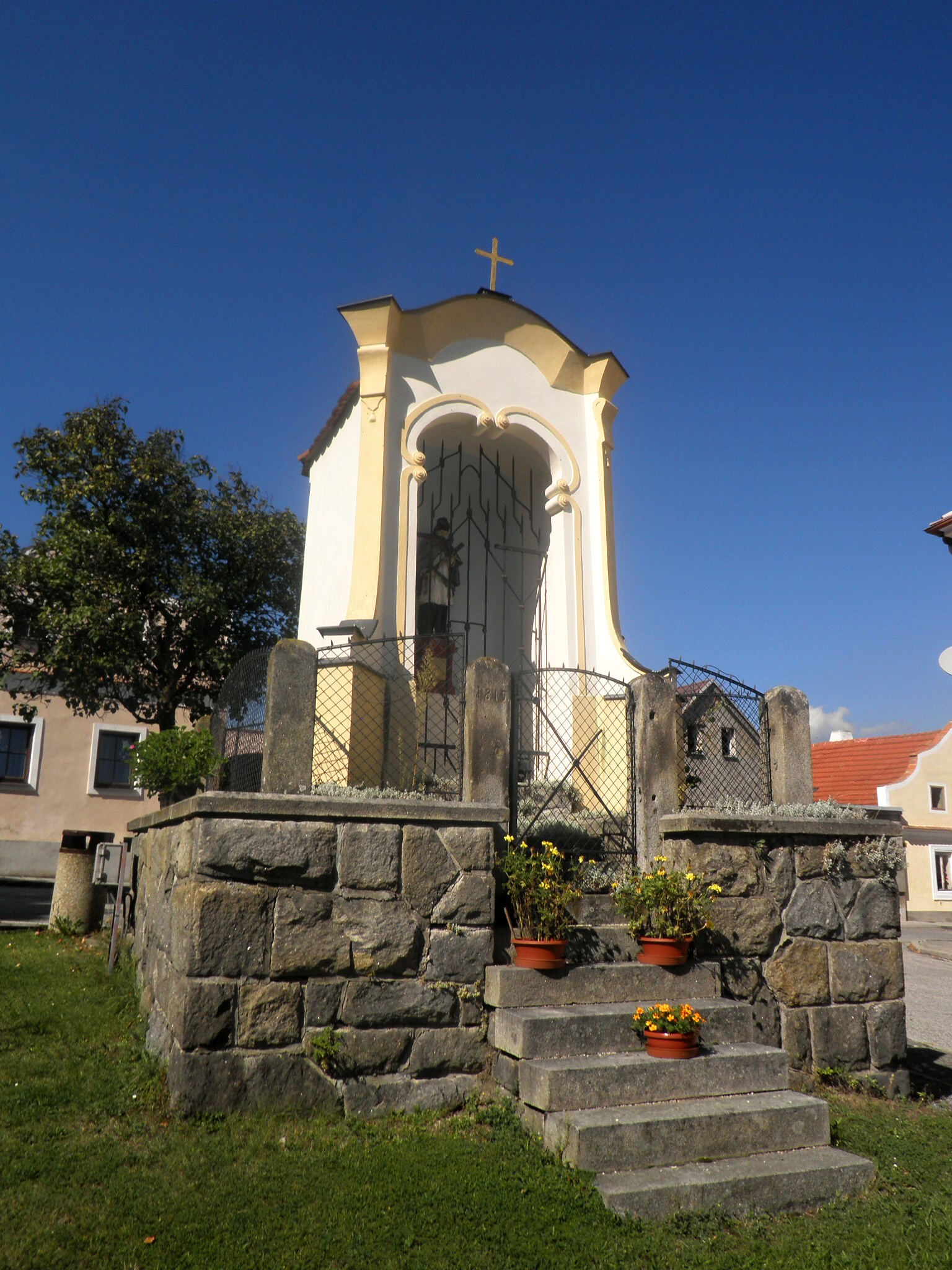
Kaplička sv. Jana Nepomuckého
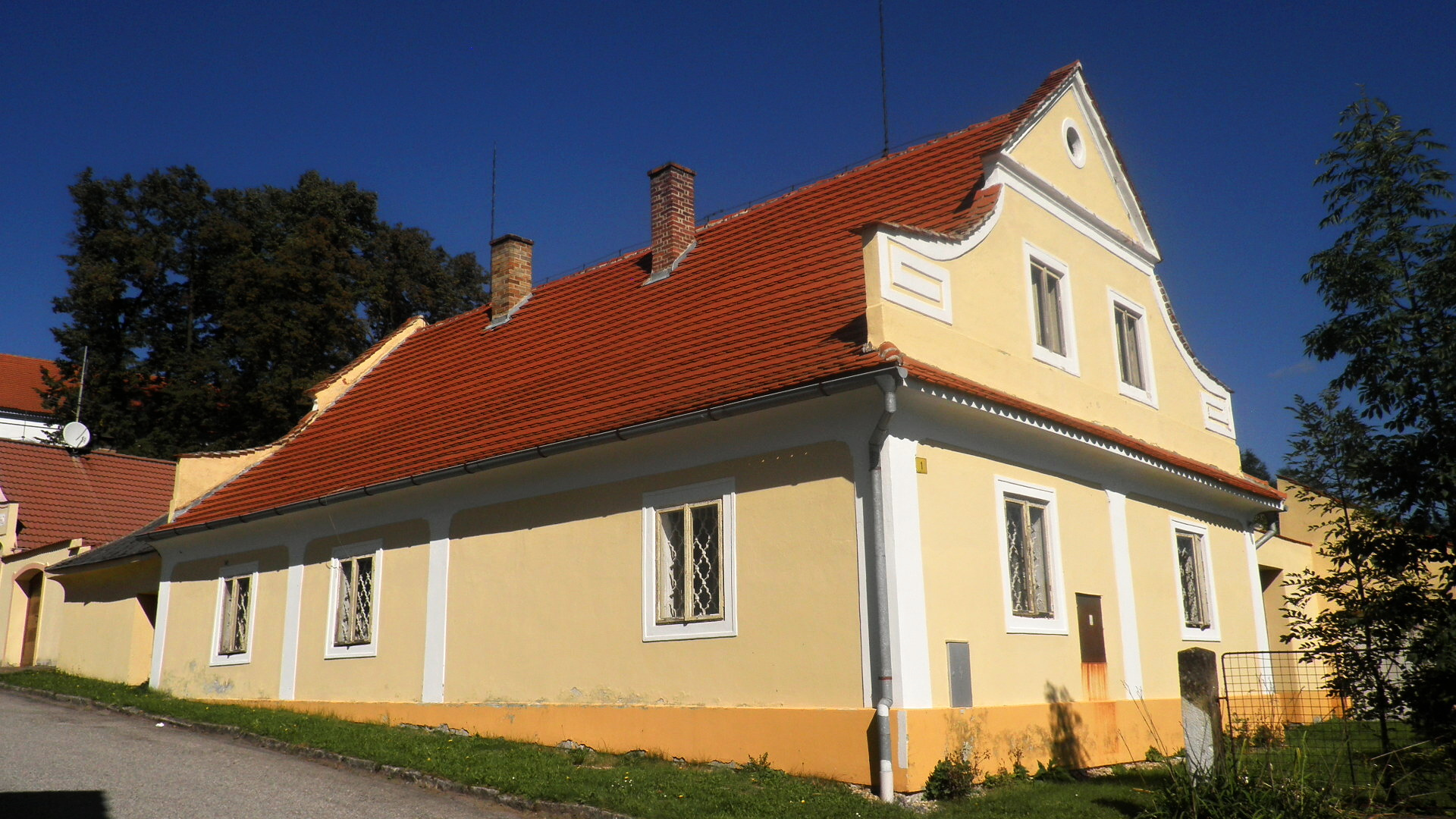
Fara
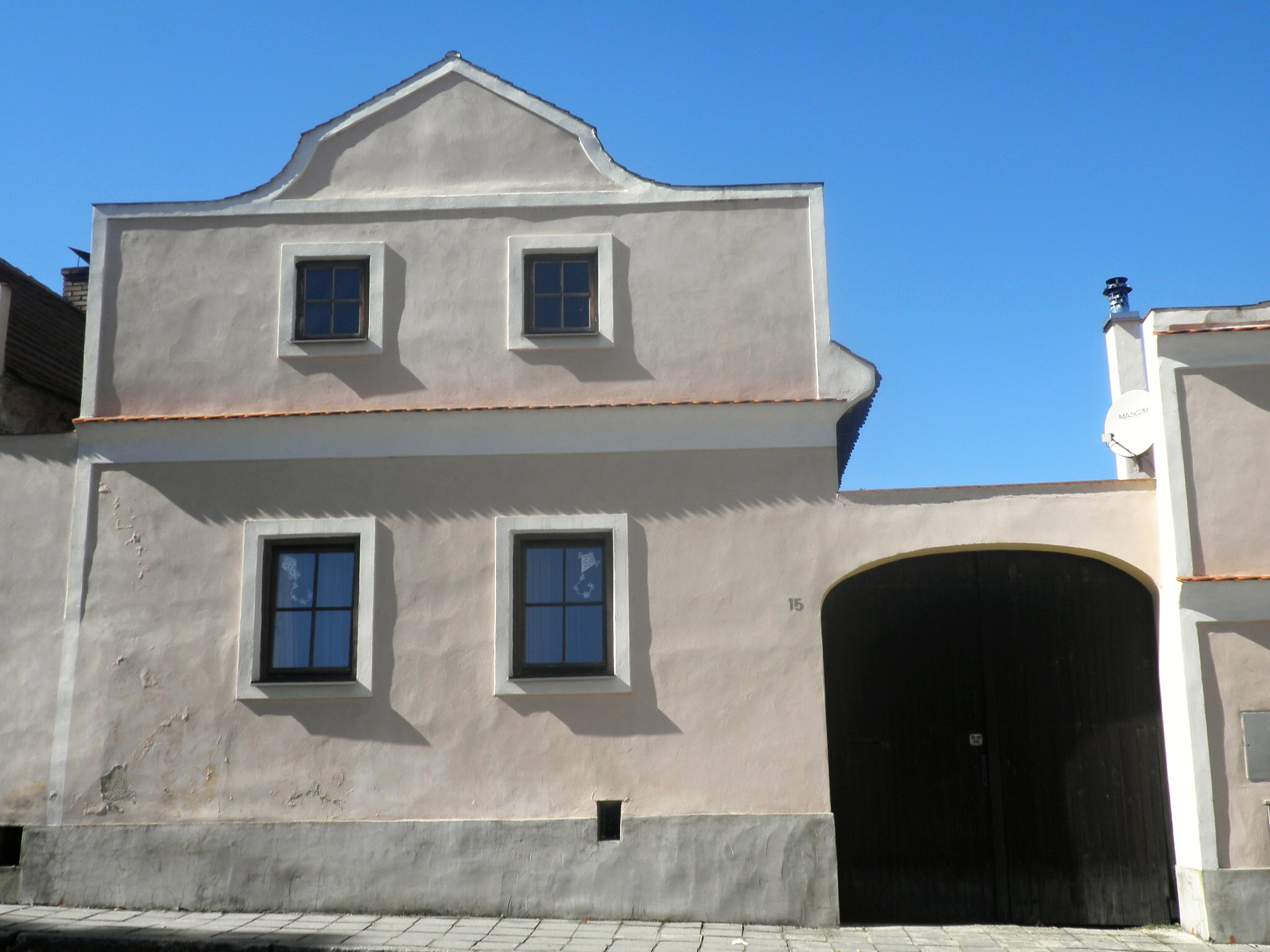
Dům č. p. 15

## Rodáci
- Vojtěch Smolík (1914–1981), pilot 312. a 313. československé stíhací perutě RAF [11]

## Místní části
- Besednice
- Malče